# JAC Refine A60
La JAC Refine A60 (in cinese 瑞风A60), chiamata anche Refine A6, è un'autovettura prodotta dalla casa automobilistica cinese JAC Motors dal 2015 al 2020.

## Descrizione
La vettura è stata anticipata dalla concept car chiamata Refine A6 (瑞风 A6) che è stata presentata nel 2014 al Salone dell'Auto di Pechino. La concept Refine A6 era essenzialmente un prototipo di pre-produzione che mostrava in anteprima il design della Refine A60. La vettura ha suscitato alcune controversie per via sia del nome che del design della carrozzeria, in quanto assai simile a quello della Audi A6.
JAC Refine A60 in veste definitiva è stata presentata al Salone dell'Auto di Shanghai del 2015 e poi anche al Salone dell'Auto di Guangzhou nel novembre 2015, dove presentava una griglia frontale dal design differente.
Inizialmente le vendite sarebbero dovute partire nel primo trimestre del 2016, ma la data di inizio vendite è poi stata posticipata a novembre 2016. Al lancio la vettura è mossa da un motore quattro cilindri da 1,5 litri turbo benzina da 174 CV e 251 N·m di coppia, al quale in seguito si è aggiunto un 2.0 turbo benzina da 190 CV e 280 N·m. Entrambi i motori sono stati accoppiati a una trasmissione manuale o automatica doppia frizione a sei velocità.

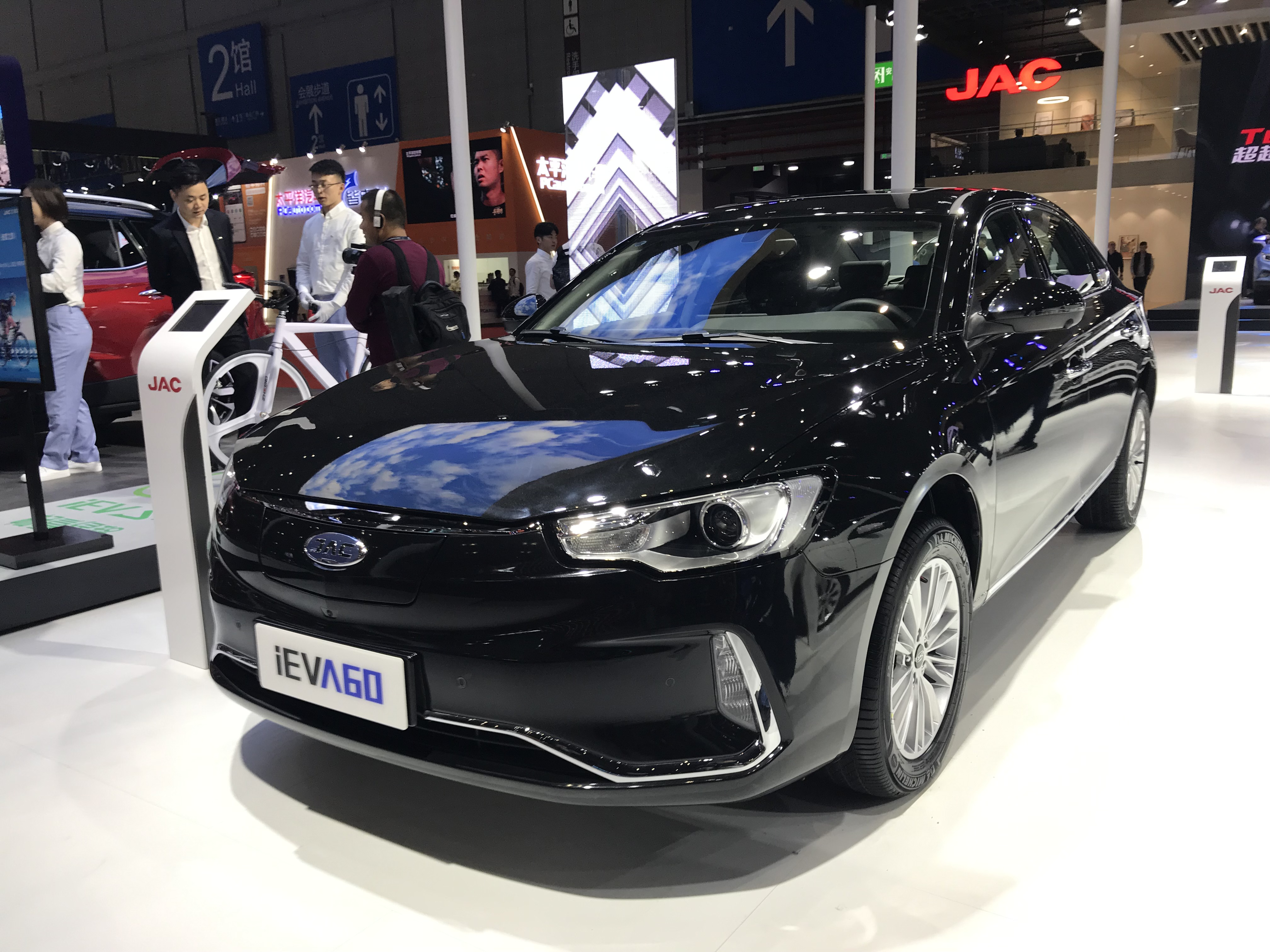
JAC iEVA60

### JAC iEVA60
La JAC iEVA60 (江淮 iEVA60) è la variante elettrica della Refine A60. La vettura è equipaggiata con un motore elettrico sincrono trifase a magneti permanenti erogante 150 CV (110 kW) e 330 N·m di coppia massima abbinato ad una batteria agli ioni di litio da 67.5 kWh che permette di percorrere 405 km (ciclo NEDC). A velocità costante di 60 km/h è in grado di percorrere 510 km. Il peso totale della vettura è di 1990 kg. Il prototipo del veicolo è stato presentato nel 2018 al Salone dell'Auto di Guangzhou.